# Dekanat Brańsk
Dekanat Brańsk – jeden z 11 dekanatów w rzymskokatolickiej diecezji drohiczyńskiej.

## Parafie
W skład dekanatu wchodzi 9 parafii:
- parafia Wniebowzięcia Najświętszej Maryi Panny – Brańsk
- parafia Najświętszego Serca Pana Jezusa – Chojewo
- Parafia Świętych Apostołów Piotra i Pawła – Dołubowo
- parafia św. Doroty – Domanowo
- parafia Wniebowzięcia Najświętszej Maryi Panny – Grodzisk
- parafia MB Wspomożenia Wiernych – Klichy
- parafia Trójcy Przenajświętszej – Rudka
- parafia Najświętszej Maryi Panny Królowej Świata – Szmurły
- parafia św. Stanisława – Topczewo

Według danych zgromadzonych przez Kurię Diecezji Drohiczyńskiej dekanat liczy 13 822 wiernych.

## Sąsiednie dekanaty
Białystok – Nowe Miasto (archidiecezja białostocka), Bielsk Podlaski, Ciechanowiec, Drohiczyn, Łapy (diec. łomżyńska), Siemiatycze, Szepietowo (diec. łomżyńska)